# Mael Mórdha
A Mael Mórdha (vagy Mael Mórda) (ejtsd:  /ˈmeɪl ˈmɔːrə/; kb. "mél mórá") ír folk/doom metal együttes.

## Története
1998-ban alakultak Dublinban. Nevüket Leinster tartomány egykori királyáról, Máel Mórda mac Murchadaról kapták. Zenéjükben a doom/folk metal és az ír népzene hangzása keveredik. A Dreamsfear együttes énekese, Roibéard Ó Bogail alapította.  Első kiadványuk egy EP volt 1999-ben. 2003-ig csak demókat adtak ki. Első nagylemezüket 2005-ben jelentették meg. Ugyanebben az évben piacra dobtak egy split lemezt a honfitárs Primordiallal is. A Mael Mórdha második albumát 2007-ben adta ki. 2010-ben és 2013-ban is megjelentettek lemezeket. 2015 novemberében az együttes szünetet tartott (hiatus), de 2018 óta újból működnek.

## Tagok
- Dave Murphy - vokál, basszusgitár (2000-)
- Gerry Clince - vokál, gitár (2000-)
- Shane Cahill - vokál, dob (2003-)
- Stíofán de Roiste - ének, síp (2014-)[3]

## Korábbi tagok
- Roibéard Ó Bogail - ének, billentyűk, síp, duda (1998-2014)
- The Goblin - basszusgitár
- Darren Clarke - basszusgitár
- DOD - dob
- John Rogan - gitár
- Joe Collins - gitár
- Dave Comiskey - gitár
- Joey Deegan - gitár
- Cathal Murphy - dob (1998-2005)
- Anthony Lindsay - gitár (2005-2011)[3]

## Diszkográfia
- The Path to Insanity - demó, 1999
- The Inferno Spreads - demó, 2000
- Caoineadh na nGael - demó, 2003
- Cluain Tarb - album, 2005
- Primordial / Mael Mórdha - split lemez, 2005
- Gealtacht Mael Mórdha - album, 2007
- Manannán - album, 2010
- Damned When Dead - album, 2013[3]